# Ганущин Олександр Олександрович
Олекса́ндр Олекса́ндрович Ганущин (нар. 16 червня 1978, Рахів) — український політичний діяч. Голова Львівської обласної ради з 18 листопада 2015 по 1 грудня 2020 року.

## Життєпис
Освіта вища. У 1999 році закінчив географічний факультет Львівського державного університету імені Івана Франка.
У 1999—2001 роках — охоронець виробничо-торгово-посередницької фірми «Ірис». У січні — травні 2003 року — помічник зварника пластмас ТзОВ «Авіа». У червні — вересні 2003 року — помічник-консультант народного депутата України.
У 2005 році закінчив факультет державного управління та місцевого самоврядування Львівський регіональний інститут Національної академії державного управління.
У березні — вересні 2005 року — начальник відділу забезпечення роботи Львівської обласної державної адміністрації. У вересні — жовтні 2005 року — виконувач обов'язків керівника апарату Львівської обласної державної адміністрації. У жовтні 2005 — 2007 року — керівник апарату з кадрового резерву Львівської обласної державної адміністрації. У 2007—2009 роках — заступник голови — керівник апарату Львівської обласної державної адміністрації.
З 2009 року — виконавчий директор Бродівського районного громадського об'єднання «Фестиваль Підкамінь».
У березні — липні 2013 року — головний консультант по зв'язках із органами місцевого самоврядування та органами державної влади ТзОВ "Юридична компанія «Кватро-Консалтинг». З 2013 року — головний консультант по зв'язках із органами місцевого самоврядування та органами державної влади адвокатського об'єднання «Матвіїв і партнери».
З 2006 року — депутат Львівської обласної ради. З 2014 року — один з засновників громадського формування «Народна самооборона Львівщини».
З 18 листопада 2015 по 1 грудня 2020 року — голова Львівської обласної ради. Обраний від Блоку Петра Порошенка «Солідарність».
На виборах в облраду Львівщини 25 жовтня 2020 року балотувався водночас по округу 2 і під номером 10 списку політичної партії «Європейська Солідарність».
З 24 лютого 2023 року пішов добровольцем у 103 Окрему Бригаду Територіальної оборони Збройних Сил України. Має військове звання «майор»

## Громадська діяльність
Разом із керівником Луганської обласної військово-цивільної адміністрації Юрієм Гарбузом започаткував міжрегіональну програму «Змінимо країну разом», яка передбачає освітянські, мистецькі обміни колективами двох областей, відпочинок дітей сходу на Львівщині, співпрацю в інформаційній галузі та інше. Координує волонтерську діяльність Львівщини.
Один із організаторів Форуму місцевого розвитку, який щороку в Трускавці збирає учасників з України, Польщі, Угорщини, Румунії, представників з країн ЄС, які обговорюють теми регіонального розвитку Карпат, децентралізації та роботу органів місцевого самоврядування.